# Jaera velutina
Jaera velutina är en fjärilsart som beskrevs av Butler 1867. Jaera velutina ingår i släktet Jaera och familjen juvelvingar. Inga underarter finns listade i Catalogue of Life.